# Ola Nordebo
Ola Nordebo, född 2 december 1975, är sedan 2006 politisk chefredaktör på Västerbottens-Kuriren, med centralredaktion i Umeå. Tidigare anställd på Liberala nyhetsbyrån och Göteborgs-Posten.
I början av 2000-talet studerade Nordebo teatervetenskap på doktorandnivå vid Stockholms universitet och i Berlin, Tyskland.

## Publikationer (i urval)
- Nordebo, Ola (2001). Teatrala identiteter: en semiotisk analys av Riksmötets öppnande 2001 som kulturell iscensättning. Stockholm: Stockholms universitet. Libris 14716951
- Rönmark Anders, Nordebo Ola, red (2010). Öppna Norrlandsfönstret: liberala perspektiv för norra Sverige. Härnösand: Anders Rönmark. Libris 12079043. ISBN 978-91-633-7256-8
- Nordebo, Ola (2014). 50 skäl att fascineras av Västerbotten. Umeå: Länsstyrelsen i Västerbotten. Libris 16420782. ISBN 9789197765480